# Edwin Black
Pour les articles homonymes, voir Black.
Edwin Black, né le 27 février 1950 à Chicago, est un écrivain et journaliste américain, connu notamment pour ses livres The Transfer Agreement et IBM et l'Holocauste, par lesquels il attira l'attention sur des aspects peu connus du sort des Juifs sous le Troisième Reich.

## Biographie
Edwin Black est né dans une famille juive provenant de Pologne. Sa mère, Edjya de Bialystok et son père, qui combattait les Allemands dans les groupes de partisans du Betar, ont survécu à la Seconde Guerre mondiale en se cachant dans les forêts de la Pologne pendant deux ans, émergeant seulement après la fin du conflit pour émigrer aux États-Unis.
Sur ses propres origines, Black écrit : « Je suis né à Chicago, ai été élevé dans les quartiers juifs, et mes parents n'ont jamais essayé de parler de leur expérience à nouveau ». Suivant les croyances de ses parents, Black passe une partie de sa jeunesse en Israël. Jeune homme, il passe du temps dans un kibboutz et visite Israël à de nombreuses autres reprises.
Black commence à travailler comme journaliste professionnel dès le lycée, puis plus tard à l'université. À la fin des années 1970, il est l'un des fondateurs de la revue d'investigation, The Chicago Monthly. Il est aussi un collaborateur pigiste régulier des quatre grands journaux de Chicago.
En 1978, Black interroge l'avocat représentant les membres du Parti nazi américain qui, par provocation, défilaient dans Skokie, la banlieue à prédominance juive de Chicago. En se préparant pour cette entrevue, l'intérêt de Black est piqué par l'histoire des relations cachées entre le gouvernement d'Adolf Hitler et les sionistes juifs allemands pendant les premières années du régime nazi. Cinq années de recherche suivent alors, se terminant en 1984 par la publication de son premier livre controversé, L'Accord de Transfert: L'histoire dramatique du pacte entre le Troisième Reich et la Palestine juive.
Les livres de Black font généralement usage de réseaux de bénévoles et de chercheurs professionnels rassemblés pour chaque projet. Trois ans avant l'achèvement de son livre de 2001, IBM et l'Holocauste, Black commence à rassembler ce qui va devenir une équipe de plus de 100 chercheurs, traducteurs et assistants afin de travailler sur la découverte et l'analyse des documents de sources primaires écrites en allemand, français, et polonais. En tout, plus de 20 000 documents provenant de 50 bibliothèques différentes, archives, musées et autres collections sont rassemblées et analysées pour l'écriture du livre.
Black écrit également sur d'autres sujets que l'histoire allemande de 1933-1945, notamment l'industrie pétrolière, l'histoire de l'Irak, les énergies alternatives et les musiques de film et de télévision. Il est actuellement collaborateur du magazine en ligne, The Cutting Edge.
Edwin Black vit aujourd'hui dans la région de Washington, DC.

## The Transfer Agreement
Le livre de Black The Transfer Agreement (L'accord de transfert), publié en 1984 et plusieurs fois réédité, traite de l'Accord Haavara conclu en 1933 entre les Nazis et l'Agence juive pour permettre à des Juifs allemands d'émigrer en Palestine. Le livre de Black fut proposé au Prix Pulitzer et reçut le Carl Sandburg Award du meilleur livre non romanesque de l'année. Tout d'abord, Black rencontra beaucoup d'incrédulité et fut attaqué par des leaders communautaires juifs pour avoir révélé les détails amers[pas clair] de l'Accord de Transfert, mais il est devenu plus tard un journaliste juif populaire, considéré par beaucoup comme un des défenseurs les plus ardents et les plus crédibles de la communauté juive. Vingt-cinq ans après sa première publication, le livre a été réédité en juillet 2009 avec une postface d'Abraham H. Foxman, directeur de la branche américaine de l'Anti-Defamation League et une nouvelle introduction par l'auteur, affirmant que beaucoup de gens n'étaient pas prêts à regarder en face une des choses que l'Holocauste imposait aux victimes, à savoir des négociations commerciales avec le Troisième Reich.

## IBM et l'Holocauste
Dans IBM et l'Holocauste, paru en 2001, Edwin Black dénonce les relations commerciales entre le géant de l'informatique et l'Allemagne nazie. IBM a vendu au régime national-socialiste des machines permettant de faciliter le recensement de la population et d'associer à chaque individu un « code barre informatique ». Ce système a aidé les nazis dans leur génocide grâce à l'identification de la population juive d'Allemagne de 1933 à 1939.
À la suite de quelques recensions négatives, telle que celle de l'historien Peter Hayes, à laquelle Black eut un droit de réponse, certains ont bien rapidement conclu que les travaux de Black n'étaient pas fondés. Par la suite, ces quelques critiques soit se sont rétractés, reconnaissant leur erreur, soit ont été eux-mêmes dénoncés comme fort peu scrupuleux.
Aujourd'hui, les travaux de Black sur les liens, certes non causaux, entre IBM et l'Holocauste sont reconnus par des spécialistes éminents, comme Saul Friedländer qui écrit :
« L'étude de Black n'est pas sans intérêt ; elle contient une mine de détails inconnus ou peu connus. L'auteur montre de façon convaincante les efforts incessants fournis par IBM pour maximiser ses profits en vendant ses machines et ses cartes perforées à un pays dont les actes criminels allaient bientôt être notoirement reconnus. De fait, Black démontre avec une grande précision que le propriétaire quasi divin de cette corporation, Thomas J. Watson, était insensible à la dimension morale de ses affaires avec l'Allemagne de Hitler et pendant des années a même entretenu quelques affinités avec le  régime nazi. Le marché allemand était essentiel pour les activités d'IBM en Europe, et Watson était prêt à tout pour garder le contrôle de sa filiale allemande, Dehomag, même quand des officiels nazis haut-gradés furent introduits au conseil de direction. Il ne cessa jamais, même quand il devint clair que le système de tableaux d'IBM aidait au recensement des victimes. »

Dans ce même article de Friedlander, on peut lire que 
« L'utilisation de systèmes IBM, en particulier les machines Hollerith à cartes perforées, pour des opérations de recensement ultra précises et détaillées, ont permis aux Nazis de rapidement identifier et localiser les Juifs destinés à la déportation et l'extermination. Cette question n'est pas nouvelle. Elle fut documentée en détail dans une étude datant de 1984 publiée par deux historiens allemands, Götz Aly et Karl Heinz Roth, sous le titre Die restlose Erfassung (« Le contrôle total »),. »
On notera d'ailleurs que le livre des historiens Götz Aly et Karl Heinz Roth, traduit en anglais en 2004 et préfacé par Edwin Black, approfondit la question de la technologie statistique appliquée au recensement « des Juifs, des Roms et d'autres personnes d'origine non-allemande » par les nazis.

## Publications
- 1984 - The Transfer Agreement
- 1999 - Format C:
- 2001 - IBM and the holocauste
- 2003 - War Against the Weak
- 2003 - Ethnic Cleansing in Connecticut
- 2004 - Banking on Baghdad
- 2006 - Internal Combustion
- 2008 - The Plan: How to Rescue Society When the Oil Stops — or the Day Before
- 2009 - Nazi Nexus: America's Corporate Connections to Hitler's Holocaust
- 2010 - The Farhud: The Arab-Nazi Alliance in the Holocaust
- 2011 - British Petroleum and the Redline Agreement
- 2013 - Financing the Flames: How Tax-Exempt and Public Money Fuel a Culture of Confrontation and Terror in Israel